# Kemalizem
Kemalizem je bilo turško politično gibanje, ki je nastalo po prvi svetovni vojni in se je opiralo na turškega politika in predsednika države Mustafo Kemala Atatürka. Kemalisti so se zavzemali za obnovitev Turškega cesarstva po vzoru zahodne družbe.

## Weblinks
- Turkish Association for Secularism and Kemalism (TASK) (in English)
- Cumhuriyet Halk Partisi (CHP) (Republican People's Party) (in Turkish)
- Türkiye Gençlik Birliği (TGB) (Turkey Youth Union) (in Turkish)
- Kemalist İzciler (Kİ) (Kemalist Ideology Group) (in Turkish)
- Kemalist İzciler Forum (KİF) (Kemalist Ideology Forum) Arhivirano 2007-10-18 na Wayback Machine. (in Turkish)